# زنان در آسیا

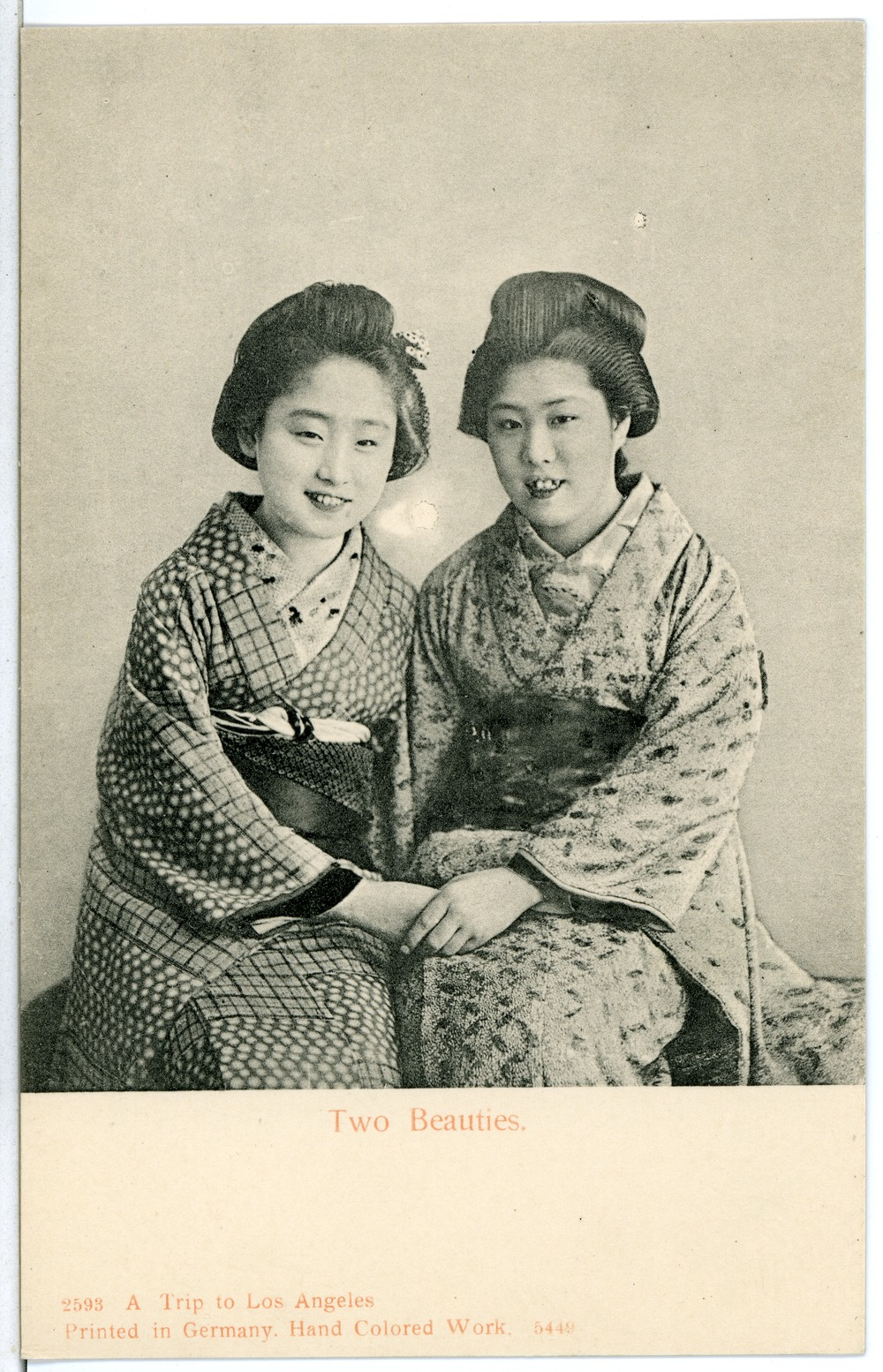
زنان در آسیا

زنان در آسیا (انگلیسی: Women in Asia) همراه با تکامل و تاریخ آنان با تکامل و تاریخ قاره آسیا همزمان است. این پیشرفت همچنین با فرهنگ گسترش یافته در منطقه مطابقت دارد. زنان آسیایی به زنان مناطق آسیای مرکزی، آسیای شرقی، شمال آسیا، آسیای جنوبی، آسیای جنوب شرقی و آسیای غربی (خاورمیانه) دسته‌بندی می‌شوند.
از نظر کشوری، زنان آسیایی با کشور مستقل مانند زنان ارمنستان، عراق، اسرائیل، ژاپن، ویتنام و یمن تقسیم‌بندی می‌شوند.
سایر زنان آسیایی از کشورهای با رسمیت محدود هستند. مانند زنان آبخازیا، قره باغ کوهستانی، قبرس شمالی، فلسطین، اوستیای جنوبی و تایوان.
سایر زنان آسیایی از قلمروی وابسته مانند زنان چاگوسی‌ها از قلمرو اقیانوس هند، جزیره کریسمس، جزایر کوکوس (کیلینگ) ایسلند، هنگ کنگ و ماکائو هستند.